# São Francisco de Itabapoana
São Francisco de Itabapoana är en kommun i Brasilien.   Den ligger i delstaten Rio de Janeiro, i den sydöstra delen av landet, 900 km sydost om huvudstaden Brasília. Antalet invånare är 41 357.
Omgivningarna runt São Francisco de Itabapoana är en mosaik av jordbruksmark och naturlig växtlighet. Runt São Francisco de Itabapoana är det ganska tätbefolkat, med 62 invånare per kvadratkilometer.